# She Doesn't Know
She's Doesn't Know is een nummer van de Nederlandse rockband Valerius uit 2009. Het is de eerste single van hun titelloze debuutalbum.
Met "She Doesn't Know" werd Valerius voor de tweede keer Serious Talent bij 3FM. Het nummer leverde Valerius al meteen een hit op. Het haalde de 14e positie in de Nederlandse Top 40.